# 13858 Ericchristensen
13858 Ericchristensen este un asteroid din centura principală de asteroizi.

## Descriere
13858 Ericchristensen este un asteroid din centura principală de asteroizi. A fost descoperit pe 5 decembrie 1999 în cadrul proiectului CSS. Asteroidul prezintă o orbită caracterizată de o semiaxă mare de 2,47 ua, o excentricitate de 0,21 și o înclinație de 4,8° în raport cu ecliptica.